# ATC P02 – Féregűzőszerek
Az ATC P02 – Féregűzőszerek a gyógyszerek anatómiai, gyógyászati és kémiai osztályozási rendszerének (ATC) egyik alcsoportja.
| ATC P   | Parazitaellenes készítmények, féregűzők és repellensek                      |
| ------- | --------------------------------------------------------------------------- |
| ATC P01 | Protozoon-ellenes szerek                                                    |
| ATC P02 | Féregűzőszerek                                                              |
| ATC P03 | Ektoparazita-ellenes szerek (rühellenes szerek, inszekticidek, repellensek) |

## P02BMételyelleni szerek

### P02BAKinolin-származékok
| ATC     | Magyar       | INN          | Gyógyszerkönyv |
| ------- | ------------ | ------------ | -------------- |
| P02BA01 | Prazikvantel | Praziquantel | Praziquantelum |
| P02BA02 | Oxamnikin    | Oxamniquine  |                |

### P02BBFoszfororganikusvegyületek
| ATC     | Magyar     | INN         | Gyógyszerkönyv |
| ------- | ---------- | ----------- | -------------- |
| P02BB01 | Metrifonát | Metrifonate | Metrifonatum   |

### P02BXTrematoda elleni egyéb szerek
| ATC     | Magyar         | INN             | Gyógyszerkönyv |
| ------- | -------------- | --------------- | -------------- |
| P02BX01 | Bitionol       | Bithionol       |                |
| P02BX02 | Niridazol      | Niridazole      |                |
| P02BX03 | Stibofén       | Stibophen       |                |
| P02BX04 | Triklabendazol | Triclabendazole |                |

## P02CAfonálféreg-fertőzés gyógyszerei

### P02CA 	Benzimidazol származékok
| ATC     | Magyar                   | INN                      | Gyógyszerkönyv                     |
| ------- | ------------------------ | ------------------------ | ---------------------------------- |
| P02CA01 | Mebendazol               | Mebendazole              | Mebendazolum                       |
| P02CA02 | Tiabendazol              | Tiabendazole             | Tiabendazolum                      |
| P02CA03 | Albendazol               | Albendazole              | Albendazolum                       |
| P02CA04 | Ciklobendazol            | Ciclobendazole           |                                    |
| P02CA05 | Flubendazol              | Flubendazole             | Flubendazolum                      |
| P02CA06 | Fenbendazol              | Fenbendazole             | Fenbendazolum ad usum veterinarium |
| P02CA51 | Mebendazol kombinációban | Mebendazol kombinációban |                                    |

### P02CBPiperazinés származékai
| ATC     | Magyar           | INN                | Gyógyszerkönyv                                            |
| ------- | ---------------- | ------------------ | --------------------------------------------------------- |
| P02CB01 | Piperazin        | Piperazine         | Piperazini adipas, Piperazini citras, Piperazini hydricum |
| P02CB02 | Dietilkarbamazin | Diethylcarbamazine | Diethylcarbamazini citras                                 |

### P02CC Tetrahidropirimidin-származékok
| ATC     | Magyar   | INN      | Gyógyszerkönyv    |
| ------- | -------- | -------- | ----------------- |
| P02CC01 | Pirantel | Pyrantel | Pyranteli embonas |
| P02CC02 | Oxantel  | Oxantel  |                   |

### P02CE Imidazotiazol-származékok
| ATC     | Magyar    | INN        | Gyógyszerkönyv            |
| ------- | --------- | ---------- | ------------------------- |
| P02CE01 | Levamizol | Levamisole | Levamisoli hydrochloridum |

### P02CFAvermektinek
| ATC     | Magyar     | INN        | Gyógyszerkönyv |
| ------- | ---------- | ---------- | -------------- |
| P02CF01 | Ivermektin | Ivermectin | Ivermectinum   |

### P02CXEgyéb fonálférgek elleni szerek
| ATC     | Magyar    | INN       | Gyógyszerkönyv |
| ------- | --------- | --------- | -------------- |
| P02CX01 | Pirvinium | Pyrvinium |                |
| P02CX02 | Befenium  | Bephenium |                |

## P02DGalandféregelleni szerek

### P02DASzalicilsav-származékok
| ATC     | Magyar     | INN         | Gyógyszerkönyv                                     |
| ------- | ---------- | ----------- | -------------------------------------------------- |
| P02DA01 | Niklozamid | Niclosamide | Niclosamidum anhydricum, Niclosamidum monohydricum |

### P02DX Egyéb galandféreg elleni szerek
| ATC     | Magyar      | INN          | Gyógyszerkönyv |
| ------- | ----------- | ------------ | -------------- |
| P02DX01 | Dezaszpidin | Desaspidin   |                |
| P02DX02 | Diklorofén  | Dichlorophen |                |